# Колосс Родосский
Коло́сс Родо́сский (др.-греч. Κολοσσὸς Ῥόδιος, лат. Colossus Rhodius) — гигантская статуя древнегреческого бога Солнца — Гелиоса, которая стояла в портовом городе Родосе, расположенном на одноимённом острове в Эгейском море, в Греции. Одно из «Семи чудес света». Произведение знаменитой родосской школы скульптуры. Простоял чуть более полувека, пока не был разрушен землетрясением.

## Предыстория
После распада державы Александра Македонского на Родосе закрепился Птолемей. После его утверждения в Египте он заключил с Родосом союз, контролирующий торговлю в восточном Средиземноморье. В 305 году до н. э. сын диадоха Антигона Одноглазого, Деметрий Македонский, высадился на Родосе с сорокатысячным войском. Продержав главный город острова в осаде целый год, несмотря на сооружение множества осадных орудий, он был вынужден отступить. Около 294—282 годов до н. э. в честь героически выдержанной родосцами осады, жители города решили возвести статую.
Для этого граждане Родоса постановили продать брошенные врагом осадные орудия и на вырученные средства построить статую почитаемого ими бога Солнца Гелиоса, чтобы отблагодарить его за заступничество. Гелиос был не просто особо почитаемым божеством на острове — по легенде он был самим его создателем: не имея места, ему посвящённого, солнечный бог вынес остров на своих руках из морской глубины.

## Создание скульптуры
Родосцы заказали скульптору Харесу, которого считают учеником Лисиппа, и главой родосской школы «скульпторов по бронзе» (в отличие от «скульпторов по мрамору»).
Харет создал статую в десять раз выше человеческого роста, то есть около 18 метров высотой. Но затем жители города потребовали увеличить высоту статуи в два раза (до 32 или 36 метров), добавив к заплаченной сумме столько же. Но этой суммы не хватило, так как при увеличении высоты вдвое объём необходимого материала увеличивается в восемь раз. Поэтому Харесу пришлось одолжить колоссальные суммы денег у близких, родственников и друзей.
Согласно легенде, Харес трудился над заказом родосцев двенадцать лет. Созданная им статуя представляла собой стройного юношу-бога высотой 70 локтей, или 105 футов (по иным данным — 80 локтей, то есть 32-37 м). Такие статуи греки называли «колоссами». Колосс Гелиоса установили при входе в гавань. Статуя высилась на белом мраморном постаменте, Гелиос, слегка отклонившись назад, напряжённо всматривался вдаль.
Рассказывали легенду (изложена в сочинении Секста Эмпирика «Против учёных», VII, 107—108) о том, что данной скульптору суммы денег хватило только на эскиз и постамент (Харет ошибся в расчётах) и из-за этого создатель Колосса Родосского покончил с собой. На основании найденного на Родосе фрагмента рельефа II в. до н. э. считают, что Гелиос был изображен обнажённым, с приложенной ко лбу правой рукой, как бы всматривающимся вдаль, с плащом в опущенной левой руке (который служил опорой статуи) и с сиянием (лучами) вокруг головы. Средневековые изображения колосса с расставленными ногами, между которыми проходят в гавань корабли, являются позднейшей выдумкой. Предполагают также, что статую сделали выколотной, то есть из отдельных листов меди или бронзы на каркасе. Литые статуи такого размера выполнить было невозможно.
Техника, которую использовал Харет, в Древней Греции называли сфиротехникой (греч. σφυροτεχνίας, от (греч. σφυρον — молоток, пятка молотка и греч. τέχνη — ремесло, умение) — выколачивания объёмных фигур из листов меди или бронзы. «Выколотные» статуи называли в античном мире «олосфи́ратос».
Для работы непосредственно на месте Харес использовал насыпной холм: с постепенным повышением скульптуры поднимался и земляной холм вокруг неё; по завершении работы холм был срыт. На изготовление грандиозного монумента потребовалось 500 талантов бронзы и 300 талантов железа (соответственно около 13 и около 7,8 тонны). Колосс породил и своего рода моду на гигантские статуи, на Родосе уже во II веке до н. э. было установлено около ста колоссальных скульптур.

## Гибель статуи
Колосс простоял чуть более 50 лет, пока статую не разрушило Родосское землетрясение, которое произошло в 226 или 227 году до н. э. Египетский царь Птолемей III предложил оплатить восстановление статуи, однако дельфийский оракул запретил это делать, чтобы не разгневать бога Гелиоса. В результате родоссцы в страхе перед божеством подчинились прорицанию, и статуя осталась лежать на земле.
Как пишет Страбон, в его время «статуя лежала на земле, поверженная землетрясением и переломленная у коленей». Но даже тогда Колосс вызывал удивление своими размерами. Плиний Старший упоминает, что лишь немногие могли обхватить обеими руками большой палец руки статуи.
Обломки колосса находились на месте падения более восьми веков, пока, наконец, в 653 году арабы под предводительством полководца Муавии I не захватили Родос. Новые хозяева острова продали обломки древней статуи еврейскому купцу из Эдессы, который, как рассказывается в одной из хроник Феофана Исповедника, расплавил их на месте и вывез, нагрузив бронзовыми слитками 900 верблюдов. Все последующие рассказы об уничтожении обломков Колосса арабами восходят только к хронике Феофана Исповедника.
Однако, по мнению Л. И. Конрада, совершенно невероятно, учитывая огромную ценность металла статуи, что останки Колосса могли остаться нетронутыми для использования в течение более 800 лет, тем более что жители острова к этому времени уже много веков являлись христианами и не имели никаких причин почитать обломки статуи языческого бога. Более того, он ставит под сомнение сам факт арабского набега и захвата Муавией острова, учитывая то, что остров оставался важным стратегическим пунктом Византии вплоть до IX века. Поэтому он считает версию Феофана Исповедника пропагандистской, направленной против арабов-мусульман, наряду с приписыванием им уничтожения Александрийской библиотеки, при этом не поясняя зачем христианскому автору нужно было бы основывать свою пропаганду на факте уничтожения языческих ценностей.

## Возрождение Колосса Родосского
Античные авторы, писавшие о Колоссе (Страбон, Плиний Старший, Филон из Византия и др.), не упоминали о точном местоположении статуи в древности и не описывали подробно его внешний вид. Многие изображения помещают её у входа в гавань Родоса, однако более достоверным выглядит её расположение внутри города или ближе к холмам, поскольку в гавани просто нет места для столь огромной статуи (это косвенно подтверждает история об искусственном холме вокруг статуи).
Формальное решение нью-йоркской статуи Свободы, построенной в 1886 году скульптором Фредериком Бартольди, основано на современных представлениях об облике Колосса.
В ноябре 2008 года было объявлено о намерении реконструировать статую в виде светотехнической инсталляции. По словам руководителей проекта, конструкция должна была быть в несколько раз выше своего оригинала — от 60 до 100 метров. Бюджет проекта — 200 миллионов евро, которые должны были быть выручены у международных спонсоров, а также из личных средств немецкого деятеля искусств Герта Хофа.
Другой проект был предложен в 2015 году группой учёных и инженеров. Статуя высотой 150 метров, по замыслу авторов, должна была содержать внутри себя дополнительную функциональность — культурный и развлекательный центр.